# Companhia Paulista de Trens Metropolitanos
La Companhia Paulista de Trens Metropolitanos, ou CPTM, est une société assurant la gestion et l'exploitation du réseau de trains de banlieue de la région métropolitaine de São Paulo, au Brésil. Elle exploite sept lignes de trains.

## Histoire

### Origines

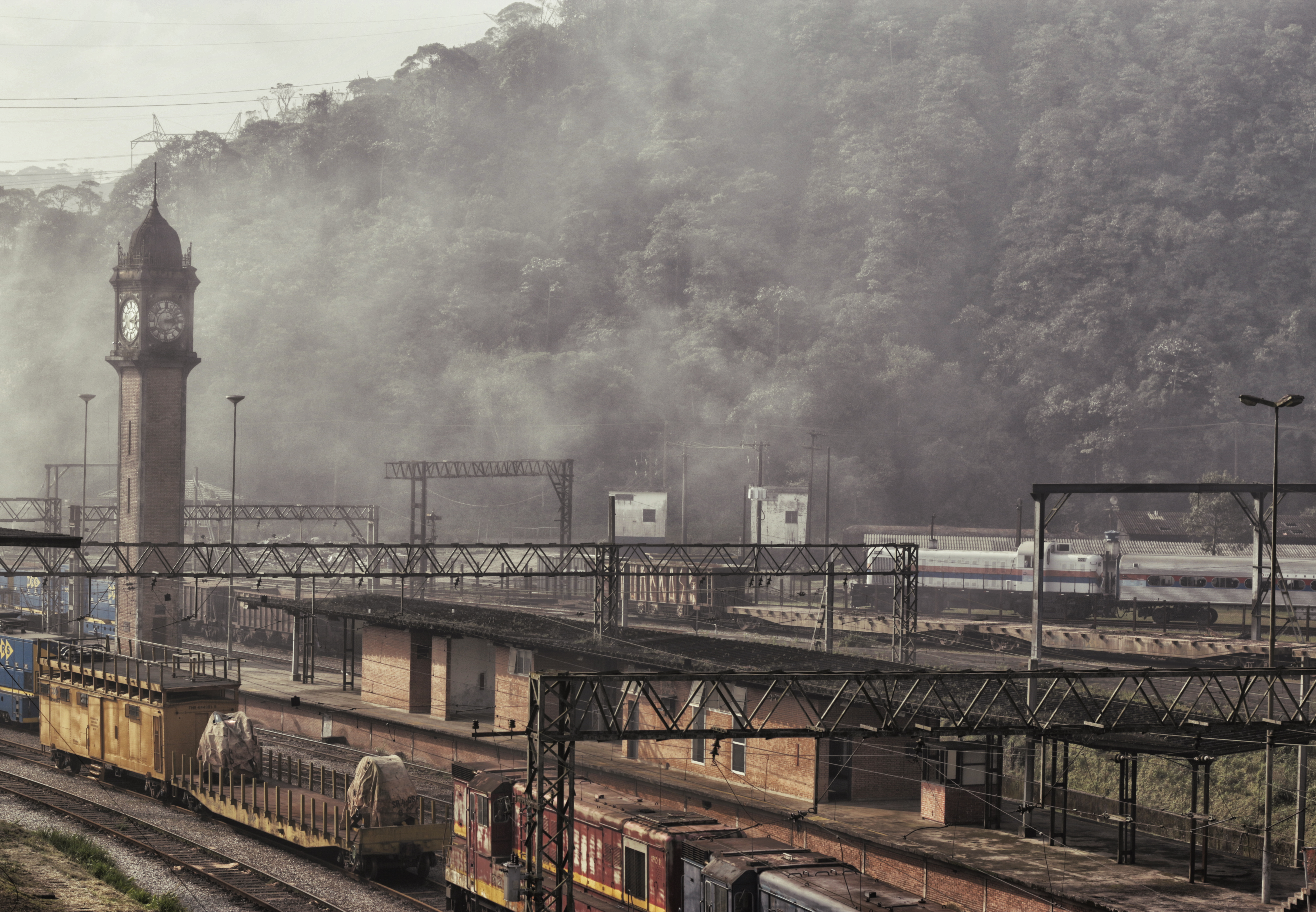
Gare de Paranapiacaba.

L'histoire des chemins de fer dans l'État de São Paulo débute en 1867 avec la construction de la première ligne entre les villes de Santos, São Paulo et Jundiaí par le chemin de fer de São Paulo, inauguré le 16 février 1867, qui traversait le plateau de São Paulo en bas de la montagne de la mer (En 1946, le chemin de fer Santos-Jundiaí (EFSJ), contrôlé par le gouvernement fédéral, a repris l'exploitation du chemin de fer qui forme aujourd'hui les lignes 7 - Ruby et 10 - Turquoise).
Dans les années 1870, la Companhia São Paulo e Rio de Janeiro (pt) a construit l'Estrada de Ferro do Norte (pt), une ligne de chemin de fer reliant São Paulo aux villes de la vallée du Paraíba. En 1890, ce chemin de fer a été incorporé par l'Estrada de Ferro Central do Brasil (EFCB)), reliant la capitale de São Paulo à Rio de Janeiro (cela constitue en partie l'actuelle ligne 11 - Coral et ligne 12 - Saphir).
En 1926, l'EFCB construit une variante du tronçon principal appelée Variante de Poá (elle forme la ligne CPTM 12 - Saphir dans son intégralité). D'autre part, l'Estrada de Ferro Sorocabana construit, en 1875, une liaison entre les villes de São Paulo et Sorocaba (elle correspond en partie à l'actuelle ligne 8 - Diamant). Au milieu de 1937, l'Estrada de Ferro Sorocabana a construit une succursale reliant les villes de Mairinque à Santos dans le but de renverser le monopole que São Paulo Railway (SPR) a dans la connexion entre le plateau de São Paulo et la côte. Plus tard, afin de raccourcir la distance entre la capitale de São Paulo et la ville de Santos, la succursale Jurubatuba est construite en 1957, elle débute par la gare Imperatriz Leopoldina (pt) rejoint la gare Evangelista de Souza (pt) sur la linha Mairinque-Santos (Sorocabana) (pt) (cela correspond en partie à la ligne CPTM 9 - Esmeralda).
En 1957, les chemins de fer fédéraux sont unifiés en une seule société d'État, la Rede Ferroviária Federal (RFFSA), comprenant l'EFCB et l'Estrada de Ferro Santos-Jundiaí (pt) (EFSJ). Les sections urbaines de RFFSA de tout le pays sont créées, dans les années 1970, par la société brésilienne de transport urbain (EBTU) et remplacée, en 1984, par la Companhia Brasileira de Trens Urbanos (pt) (CBTU). En 1971, tous les chemins de fer contrôlés par le gouvernement de São Paulo sont unifiés pour former la Ferrovia Paulista SA (FEPASA), y compris l'Estrada de Ferro Sorocabana. FEPASA a ensuite créé FEPASA DRM, une division qui gérait le transport de passagers dans les régions métropolitaines de l'État de São Paulo.

### Trains suburbains et métropolitains
La première incursion du gouvernement de São Paulo dans la gestion des transports suburbains a lieu en 1934 avec la création de trains de banlieue par la société d'État Estrada de Ferro Sorocabana, qui a investi dans l'électrification et l'équipement des lignes : São Paulo-Mairinque (devenue la ligne 8 de la CPTM) et São Paulo-Jurubatuba (devenue la ligne 9 de la CPTM). Après l'incorporation de Sorocabana dans Fepasa en 1971, l'Unidade Regional dos Subúrbios est créée, et plus tard rebaptisée en Diretoria Regional Metropolitana. Entre 1975 et 1990, Fepasa/DRM a développé un plan majeur de rénovation des trains de banlieue, transformés en trains métropolitains (ligne ouest de Fepasa (pt) et ligne sud de Fepasa (pt)). Malgré cela, les crises économiques limitent les investissements de Fepasa et retardent la mise en œuvre des projets,.
Au même moment, les trains de banlieue gérés par la Rede Ferroviária Federal (RFFSA), lignes Santos-Jundiaí, Tronco Mogi et Variante Poá, ont bénéficié d'investissements insuffisants. En conséquence, les pannes et les manifestations d'insatisfaction sont fréquentes, les passagers des trains détériorent les gares, les wagons et autres installations ferroviaires. En 1972, lors des discussions sur le projet de la ligne Est-Ouest, Metrô proposa le transfert de la ligne Tronco-Mogi et sa conversion en train métropolitain, la proposition est rejetée par la RFFSA.
Même avec le transfert des lignes de banlieue de RFFSA vers la nouvelle Companhia Brasileira de Trens Urbanos (pt) (CBTU), la situation précaire des trains urbains gérés par le gouvernement fédéral atteint son maximum en 1987 avec l'Acidente ferroviário de Itaquera (pt). Dont les causes sont un manque d'investissement et des échecs de maintenance. Cet accident provoque la mort de 51 voyageurs. Le 30 avril 1987, le gouvernement de São Paulo et le ministère des Transports signent un protocole d'intention pour le transfert de la ligne Est-Mogi de la CBTU à l'administration du Métro. Le coût du transfert et de la transformation de la ligne en train métropolitain est estimé à 350 millions de dollars EU pour l'État. Tout au long de l'année 1987, le gouvernement de São Paulo négocie avec le gouvernement fédéral. Le manque de moyens de l'État et le désintérêt de CBTU pour le simple transfert (CBTU a proposé à l'État la gestion partagée de ses lignes et de la Ligne Est-Ouest du Métro à travers un consortium entre CBTU, RFFSA et Metrô-SP) a empêché la réalisation du projet, bien que ce soit la première étape vers la nationalisation du réseau qui sera effective que quelques années plus tard.

### Création de la CPTM
La Companhia Paulista de Trens Metropolitanos (CPTM) est créée le 28 mai 1992 par le gouvernement de l'État de São Paulo (loi no 7861). La nouvelle société doit reprendre les systèmes ferroviaires de la région métropolitaine de São Paulo (RMSP) en substitution de Compagnie brésilienne des trains urbains (CBTU) et FEPASA, afin d'assurer la continuité et l'amélioration des services. Le contrôle effectif du système appartenant à la CBTU n'a eu lieu qu'en 1994. Les lignes FEPASA sont incorporées au réseau CPTM en 1996 afin d'entamer la privatisation du réseau FEPASA tout en restant des services métropolitains de transport de passagers sous le contrôle de l'État.
Au début de la gestion par la CPTM, la fréquence des pannes, le harcèlement contre les femmes, le commerce de rue, les grèves, entre autres, conduit une partie des voyageurs à provoquer des déprédations sur les trains et les gares entre le 30 septembre le 16 octobre 1996, provoquant l'interruption des services sur la ligne A pendant six mois. En raison de son réseau ferroviaire étendu et dégradé, la CPTM commence à moderniser ses systèmes en investissant 1,5 milliard de dollars EU, dans le réseau, entre 1995 et 2004.

### Expansion et modernisation
En 1998, la CPTM entreprend des travaux de génie civil de base sur le projet Linha G, qui avait été planifié pendant des années par FEPASSA comme la ligne secondaire de Campo Limpo. Le tronçon entre Largo Treze et Capão Redondo, dans la zone sud de São Paulo, impliquait la création de 7 km de voies aériennes, 1 km en surface et 850 m en souterrain, en plus de la construction d'une cour pour l'entretien et les manœuvres à Capão Redondo. Cependant, le tronçon est transféré en 2001 au métro en échange d'Expresso Leste (devenue ligne 11) , construit par la Companhia do Metropolitano de São Paulo. La branche de la zone sud sera plus tard renommée en ligne 5 du métro de São Paulo.
En novembre 2006, le bâtiment du Centro de Controle Operacional (CCO) du CPTM est ouvert dans une zone adjacente à la gare de Brás. En plus des trains métropolitains, il gère également la circulation des trains de marchandises sur les tronçons où ils partagent les voies avec les trains de voyageurs. Le CCO est devenu responsable de l'exploitation des six lignes CPTM de l'époque (7-Ruby, 8-Diamond, 9-Emerald, 10-Turquoise, 11-Coral et 12-Saphir), qui étaient auparavant commandées à partir de différents points. Les panneaux de la gare de Brás se limitent au contrôle des lignes 11-Coral et 12-Sapphire. Les commandes des lignes 7-Rubis et 10-Turquoise sont effectuées au Centro de Tráfego e Controle (CTC) , à la gare de Luz. Et enfin, les lignes 8-Diamond et 9-Emerald sont contrôlées par le CCO de la gare Presidente Altino (en) à Osasco.
Depuis 2007, l'entreprise est entrée dans un processus de modernisation en profondeur qui vise à retirer de la circulation les anciens matériels roulants spécifiques aux lignes pour les remplacer par un nouveau matériel roulant, d'une technologie la plus moderne, capable d'aller sur toutes les lignes du réseau en permettant de diminuer le temps d'intervalle entre les trains.
Afin d'améliorer l'intégration, train et métro, des transports en commun ferroviaire de l'État de São Paulo, en mars 2008 le gouvernement modifie la nomenclature des lignes de la CPTM sur le modèle de celle du métro de São Paulo. Chaque ligne se voit attribuer un numéro et une couleur ayant le nom d'une pierre précieuse. La première débute par un 7 afin de prendre la suite des six lignes du métro. L'objectif est de faciliter la compréhension du réseau par les usagers et les touristes en standardisant la communication visuelle des deux systèmes.
En décembre 2013, CPTM a commencé à travailler sur le projet du train Guarulhos, renommé Ligne 13 - Jade. La phase I est précisée avec 12,2 kilomètres de longueur et trois stations : gare Engenheiro Goulart (en), gare Guarulhos-Cecap (pt) et gare de l'Aeroporto–Guarulhos (en), une partie de l'itinéraire étant réalisée en surface (4,3 km) et l'autre par une voie aérienne (7,9 km). Le 31 mars 2018, après un peu plus de quatre ans de construction, la première phase de la ligne est inaugurée, c'est la première ligne étant entièrement construite et exploitée par la CPTM. Les sept lignes, qui traversent vingt-trois communes, transportent environ 2,7 millions de voyageurs par jour, atteignant un record de plus de 3 millions en novembre 2013.

## Lignes
| Ligne                | Terminaux                                | Longueur en km | Nombre de gares | Exploitation                                   | Observations |
| -------------------- | ---------------------------------------- | -------------- | --------------- | ---------------------------------------------- | --- |
| Ligne 7 - Rubis      | Luz ↔ Francisco Morato                   | 38,969         | 14              | 4h00 - 0h00. Samedi jusqu'à 01h00 le dimanche. | Possède extension opérationnelle. Voir tableau ci-dessous. Ancienne ligne A - Marron / Ancienne section de la ligne Nord-Ouest-Sud-Est de la CBTU.                                        |
| Ligne 8 - Diamant    | Júlio Prestes ↔ Itapevi                  | 35,283         | 20              | 4h00 - 0h00. Samedi jusqu'à 01h00 le dimanche. | Possède extension opérationnelle. Voir tableau ci-dessous. Ancienne ligne B - Grise / Ancienne ligne Ouest du Train métropolitain de la FEPASA.                                           |
| Ligne 9 - Émeraude   | Osasco ↔ Grajaú                          | 32,8           | 18              | 4h00 - 0h00. Samedi jusqu'à 01h00 le dimanche. | Ancienne ligne C - Céleste / Ancienne ligne Sud du Train métropolitain de la FEPASA. |
| Ligne 10 - Turquoise | Brás ↔ Rio Grande da Serra               | 34,960         | 13              | 4h00 - 0h00. Samedi jusqu'à 01h00 le dimanche. | Ancienne ligne D - Beige / Ancienne section de la ligne Nord-Ouest-Sud-Est de la CBTU. |
| Ligne 11 - Corail    | Luz ↔ Estudantes                         | 50,841         | 16              | 4h00 - 0h00. Samedi jusqu'à 01h00 le dimanche. | Operation divisée en deux sections: Expresso Leste (Express Est) (Luz ↔ Guaianases) e Prolongement (Guaianases ↔ Estudantes) Ancienne ligne E - Orange / Ancienne ligne Tronc de la CBTU. |
| Ligne 12 - Saphir    | Brás ↔ Calmon Viana                      | 38,822         | 13              | 4h00 - 0h00. Samedi jusqu'à 01h00 le dimanche. | Ancienne ligne F - Violette / Ancienne ligne Variante de la CBTU. |
| Ligne 13 - Jade      | Engenheiro Goulart ↔ Aeroporto-Guarulhos | 12,2           | 3               | 4h00 - 0h00. Samedi jusqu'à 01h00 le dimanche. | Pendant les heures de pointe, certains trains vont jusqu'à la gare du Brás, partageant les voies avec la ligne 12                                                                         |

### Extensions opérationnelles
| Ligne             | Terminaux                  | Longueur en km | Nombre de gares | Exploitation                                   |
| ----------------- | -------------------------- | -------------- | --------------- | ---------------------------------------------- |
| Ligne 7 - Rubis   | Francisco Morato ↔ Jundiaí | 21,5           | 5               | 4h00 - 0h00. Samedi jusqu'à 01h00 le dimanche. |
| Ligne 8 - Diamant | Itapevi ↔ Amador Bueno     | 6,3            | 3               | 4h00 - 0h00.                                   |

## Projets
| Ligne                     | Terminaux                                | Longueur en km | Nombre de gares | Exploitation | Observations                 |
| ------------------------- | ---------------------------------------- | -------------- | --------------- | ------------ | ---------------------------- |
| Ligne 9 - Émeraude        | Grajaú ↔ Varginha                        | 4,5            | 2               | ---          | Prolongement en construction |
| Métro léger de Alphaville | Alphaville - Nova Barueri - Antônio João | 11             | 13              | ---          | Ligne en projet              |

## Trains régionaux
Le Train interurbain est un projet de la CPTM qui prévoit de nouvelles lignes de trains régionaux reliant la ville de São Paulo à Jundiaí, Campinas, Piracicaba, Americana, Sorocaba, São José dos Campos et Santos.